# عایشه‌هوجا (کوزان)
عایشه‌هوجا (به ترکی استانبولی: Ayşehoca) یک منطقهٔ مسکونی در ترکیه است که در قوزان (ترکیه) واقع شده‌است.